# Circuito mundial masculino de tenis ITF
El Circuito mundial masculino de tenis ITF (ITF Men's World Tennis Tour en idioma inglés) es una serie de torneos de tenis masculino organizados por la Federación Internacional de Tenis (ITF por su sigla en inglés). Existe otro circuito femenino y otro juvenil.
Sustituyó en 2019 a los Torneos Futures, que en 2007 habían sustituido a su vez a los torneos satélite, con los que convivieron durante varias temporadas.
Es el tercer nivel del tenis profesional, posterior al ATP Tour y al ATP Challenger Tour.  
Bajo la denominación de ITF World Tennis Tour, los torneos serán distribuidos en dos categorías según el importe de los premios económicos.
| Categoría del evento | Dinero en premios (USD) |
| -------------------- | ----------------------- |
| M25                  | 25,000 – 100,000        |
| M15                  | 15,000                  |

## Puntos ATP
| Categoría del evento | Campeón | Finalista | Semifinalista | Cuartos de final | Dieciseisavos de final |
| -------------------- | ------- | --------- | ------------- | ---------------- | ---------------------- |
| M25                  | 25      | 16        | 8             | 3                | 1                      |
| M15                  | 15      | 8         | 4             | 2                | 1                      |

## Historia
El logotipo y las sub-marcas de ITF World Tennis Tour se han creado para unificar la apariencia del Tour mundial de tenis de ITF en más de 1,600 torneos (Masculinos, Femeninos y Juniors) a partir de 2019.
Las reformas siguieron a una revisión de tres años de la ITF del tenis profesional y juvenil que incluyó un análisis de los datos de jugadores y eventos de 2001 a 2013, y una encuesta a más de 50,000 partes interesadas. Abordan los problemas fundamentales en el camino de los jugadores existentes y las tendencias cambiantes en el tenis, que incluyen demasiados jugadores que intentan competir en el circuito profesional; muy pocos jugadores que llegan a la par carreras de juego más largas en la parte superior del juego; y la dificultad para muchos jugadores jóvenes talentosos en la transición al tenis profesional.
En la primera fase de las reformas se produjo un extenso programa de aumentos de premios en el Circuito Profesional de la ITF en 2016 y 2017, con un aumento total del premio en alrededor de $ 1.5 millones.
La segunda fase de las reformas incluye el nuevo torneo de nivel de entrada, la categoría ITF World Tennis Tour 15s, que se realizará dentro de una estructura de circuito más localizada con requisitos de alojamiento más baratos que reducen los costos para los jugadores y organizadores de torneos. Al ofrecer puntos de la Clasificación Mundial de Tenis de la ITF, estos torneos también aumentarán las oportunidades para que jugadores de más países se unan al camino y reciban apoyo en su transición al tenis profesional.
La introducción de la Clasificación Mundial de Tenis de la ITF garantizará un enfoque coherente para las entradas en todos los eventos, con los jugadores utilizando su clasificación ATP / WTA seguida de la clasificación de la ITF.
Para que los jugadores exitosos en los torneos juniors, 15s y 25's hombres puedan avanzar más rápidamente al siguiente nivel, habrá lugares reservados en torneos de nivel superior para jugadores de alto rango en el Ranking Mundial Juvenil de la ITF y en el Ranking Mundial de Tenis de la ITF. Esto incluye lugares reservados para los jugadores clasificados en la ITF en el cuadro principal y la clasificación de los torneos ATP Challenger.